# Infanteriets stridsskola

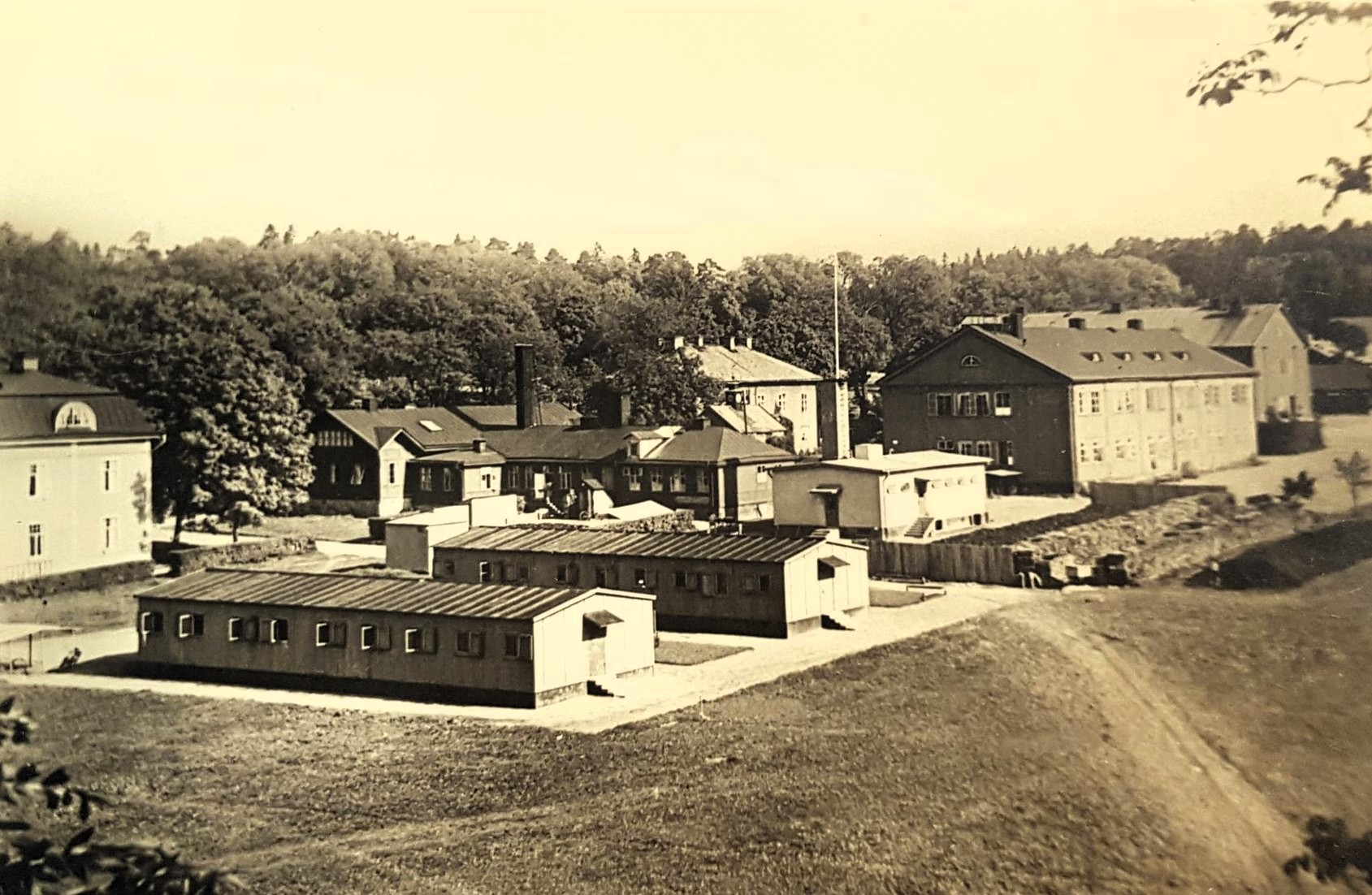
Infanteriets stridsskola förläggning i Rosersberg.

Infanteriets stridsskola (InfSS) var en truppslagsskola för infanteriet inom svenska armén som verkade i olika former åren 1874–1995. Förbandsledningen var förlagd i Kvarn norr om Borensberg.

## Historik
Infanteriets stridsskola (InfSS) har sitt ursprung i Infanteriskjutskolan (SS) vilken bildades 1878 i Stockholm. Även om det var skolans officiella namn kom den även att kallas för Skjutskolan för infanteriet och kavalleriet. Den 1 oktober 1942 omorganiserades skolan till Infanteriets skjutskola (InfSS). Den 1 juni 1953 tillkom Arméns skyddsskola (SkyddS) som en fackskola inom Infanteriets skjutskola (InfSS). 
I samband med att Göta trängregementes kompani i Nora avvecklades i Nora, undersökte Försvarets fastighetsnämnd möjligheterna att förlägga Infanteriskjutskolan till Nora. Dock gick det inte att anskaffa ett för Infanteriskjutskolan användbart övningsfält i Noras närhet. Därmed blev inte heller någon flytt till Nora aktuell. Inför försvarsbeslutet 1958 föreslog regeringen för riksdagen att Infanteriets skjutskola (InfSS) skulle omlokaliseras till Linköping, samt att reducera större delen av skolans administration, för att administrativt ansluta skolan till Livgrenadjärregementet (I 4). Bakgrunden var att skolans byggnadsbestånd ansågs eftersatt samt förläggningen som saknade vissa byggnader, vidare ansågs att skolans övnings- och skjutfält var trångt och inskränkningar på skjutövningar medförde allvarliga återverkningar på skolans verksamhet. Vidare hade riksdagen genom propositionen 1957:185 fastställt att förlägga Stockholms nya storflygplats till Halmsjön. Den flygtrafik som planerades till och från flygplatsen skulle påverka skjutverksamhet från 1961 och från 1963 helt omöjliggöra skjutverksamhet vid Rosersbergs skjutfält. Därmed ansåg arméchefen att en flytt av skolan var önskvärd under 1960 och helt nödvändig under 1961. Därmed föreslogs att flytta skolan till Linköping för att där samlokaliseras med Livgrenadjärregementet. Skolan skulle i Linköping få tillgång till det nya Gullbergsfältet. Dock ansågs skolans betydande antal övningar vid det nya skjutfältet skulle innebära betydande tidsförluster i förflyttningen till och från Linköping. Vilket enligt arméchefen kunde förebyggas genom att ett läger uppfördes på skjutfältet.
Den 1 februari 1961 drogs skolans administration in och skolan underställdes organisatoriskt Svea livgarde (I 1). Den 1 september 1961 omlokaliserades skolan till Linköpings garnison. Den 1 oktober 1961 antog skolan det nya namnet Infanteriets stridsskola (InfSS). Den 1 april 1963 uppgick Infanterietsofficerskola (IOS) och Kavalleriofficerskolan (KOS) och kom att utgöra en kursdel vid Infanteriets stridsskola (InfSS). Den 15 maj 1963 förlades skolan till det nya skjutfältet Gullbergsfältet, vilket fick namnet Prästtomta skjutfält. 
Från att skolan utgjort en självständig organisationsenhet inom försvaret kom den den 1 juli 1991 att uppgå och organisatoriskt bli en del av Arméns infanteri- och kavallericentrum (InfKavC). Infanteriets stridsskola (InfSS) var en av tre truppslagsskolor inom Arméns infanteri- och kavallericentrum (InfKavC). De två andra skolorna var Infanteriets officershögskola (InfOHS) i Linköpings garnison, samt Infanteriets och kavalleriets stridsskola (Inf/KavSS) i Umeå garnison.
Den 30 juni 1995 upplöstes truppslagscentrumen Arméns infanteri- och kavallericentrum (InfKavC) och Arméns pansarcentrum (PaC), för att tillsammans den 1 juli 1995 bildade ett gemensamt truppslagscentrum, Arméns brigadcentrum (BrigC). Genom denna omorganisation bildades den 1 juli 1995 tre nya armégemensamma skolor, Stridsskola Nord, Stridsskola Mitt, Stridsskola Syd. Där Infanteriets stridsskola tillsammans med Infanteriets officershögskola bildade Stridsskola Mitt (SSM).

## Verksamhet
Infanteriskjutskolan (InfSS) var en av arméns viktigare utbildningsanstalter. Skolan utgjordes av bland annat infanteriets och kavalleriets officersskolor, bataljonschefskurser, trupputbildningskurser för officerare, samt ett antal special- och reservofficerskurser. Skolan svarade för arméns och infanteriets försöksverksamhet. Skolans övningstrupp omfattade cirka 500 värnpliktiga, vilket kan jämföras med ett brigadproducerande regemente som utbildade mellan 600 och 900 värnpliktiga per år. De värnpliktiga vid Infanteriets stridsskola krigsplacerades, bland annat vid Livgrenadjärbrigaden.

## Förläggningar och övningsplatser
I samband med att Infanteriskjutskolan organiserades 1878, kom den att förläggas till Rosersbergs slott. Vid Rosersberg var skolan förlagda fram till 1961. Då skolan omlokaliserades temporärt till Linköpings garnison. Den 19 maj 1961 hölls en ceremoni i Rosersberg och den 1 juli 1961 överlämnades området till Civilförsvarsstyrelsen. Från den 1 september 1961 verkade skolan officiellt i Linköping, där den var samlokaliserad med Livgrenadjärregementet (I 4) och lokaliserad till kasern 2. Den 15 maj 1963 flyttades delar av skolan till Kvarns bruk, dit hela skolan lokaliserad 1966. Förläggningen i Kvarns bruk övertogs av Stridsskola Mitt (SSM).

## Heraldik och traditioner
Den 26 april 1976 fastställdes "Gå på marsch" (Sernklef) som förbandsmarsch för Infanteriets stridsskola. Åren 1992–1995 delades marschen med Arméns infanteri- och kavallericentrum. År 1995 övertogs marschen av Stridsskola Mitt. Efter att Stridsskola Mitt avvecklades 1998, fastställdes den 22 mars 1999 att marschen fick användas som traditionsmarsch vid Markstridsskolan.

## Förbandschefer
Nedan anges cheferna för Infanteriskjutskolan, Infanteriets skjutskola, Infanteriets stridsskola och Stridsskola Mitt åren 1874–1998.

- 1874–1875: ???
- 1876: Claes Kreüger
- 1877–1888: ???
- 1888–1889:  Carl Oscar Unaeus
- 1889–1896: ???
- 1896–1897: Otto Ewert Mauritz Wolffelt
- 1897–1898: ???
- 1899–1901: Christofer Lemchen
- 1902–1906: Wilhelm Bergenstråhle
- 1906–1908: Hjalmar Gardtman
- 1908–1912: Olof Werling Melin
- 1913–1915: Överstelöjtnant Peter Hegardt
- 1915–1918: Överstelöjtnant Gustaf Ros
- 1918–1921: Tage af Klercker
- 1921–1926: Överstelöjtnant Rikard Salwén
- 1926–1931: Hugo Cederschiöld
- 1931–1934: Gösta Ehrenborg
- 1934–1937: Nils Stenbeck
- 1937–1938: Överste Ivar Lindquist (tillförordnad)
- 1938–1941: Överste Ivar Lindquist
- 1941–1942: Magnus Hedenlund
- 1942–1943: Sven Ramström
- 1943–1945: Herman Levin
- 1945–1946: Sven Ramström
- 1946–1951: Regner Leuhusen
- 1951–1954: Wilhelm Reuterswärd
- 1954–1959: Överste Bengt Uller
- 1959–1963: Överste Sven Widegren
- 1964–1968: Överste Åke Hultin
- 1968–1970: Överste Iwan Hörnquist
- 1970–1974: Överste Lennart Tollerz
- 1974–1977: Överste Åke von Schéele
- 1977–1981: Överste Leif Kesselmark
- 1981–1987: Överste Torbjörn Tillman
- 1987–1989: Överste Thor-Lennart Loo
- 1989–1991: Överste Einar Jonasson
- 1991–1993: Överste Kim Åkerman
- 1993–1995: Överste Georg Aminoff

## Namn, beteckning och förläggningsort

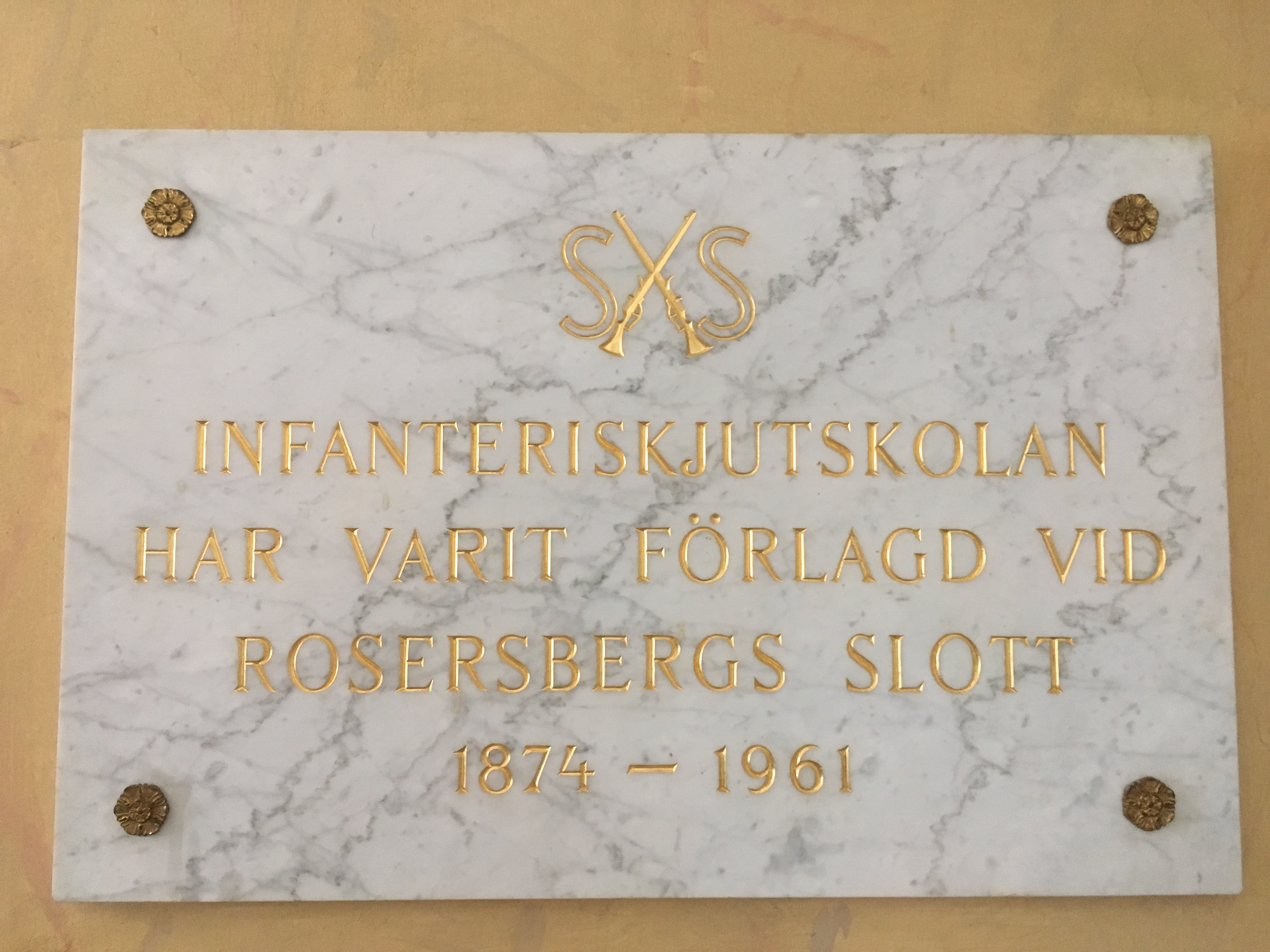
Skylt för Infanteriskjutskolans närvaro på Rosersbergs slott.

| Infanteriskjutskolan     | 1874-??-?? | – | 1942-09-30 |
| Infanteriets skjutskola  | 1942-10-01 | – | 1961-09-30 |
| Infanteriets stridsskola | 1961-10-01 | – | 1995-06-30 |

| SS    | 1874-??-?? | – | 1942-09-30 |
| InfSS | 1942-10-01 | – | 1995-06-30 |

| Stockholms garnison (F)   | 1874-??-?? | – | 1961-08-31 |
| Rosersbergs skjutfält (Ö) | 1874-??-?? | – | 1961-08-31 |
| Linköpings garnison (F)   | 1961-09-01 | – | 1966-??-?? |
| Kvarn (F)                 | 1963-05-15 | – | 1995-06-30 |